# Las Cañadas, Chiapas
Las Cañadas är en ort i Mexiko.   Den ligger i kommunen Oxchuc och delstaten Chiapas, i den sydöstra delen av landet, 800 km öster om huvudstaden Mexico City. Las Cañadas ligger 1 819 meter över havet och antalet invånare är 110.
Terrängen runt Las Cañadas är lite bergig. Runt Las Cañadas är det ganska tätbefolkat, med 75 invånare per kvadratkilometer. Närmaste större samhälle är Chanal, 11,3 km söder om Las Cañadas. I omgivningarna runt Las Cañadas växer i huvudsak städsegrön lövskog.